# KATA-KANA
KATA-KANA（カタカナ）は、日本沖縄県出身の男女バンドである。

## メンバー
- カナ（本名：水島 歌菜（みずしま かな）、1986年4月28日 - ）
ボーカル担当
出身地：千葉県
血液型：O型
- ヨシミ（本名：片山 義美（かたやま よしみ）、1987年3月17日 - ）
ギター担当
出身地：沖縄県
血液型：B型(23年間A型だと思っていたが献血を行い判明）

## 来歴
ヴォーカルの歌菜は常に音楽に携わり、ボーカルとしての魅力をつけていくとして、バンドの作詞をてがけている。ギターの義美は小さい時から兄と共に音楽活動をはじめ、15歳のときに音楽雑誌のギターコンテストで全国500名以上の中の数名に残り、賞を獲得。また、沖縄のコザ音楽祭で自らのバンドが金賞に輝き、個人でベストプレイヤー賞を受賞するなど、本格派ギタリストとして、バンドの作曲を手掛けている。

## 略歴
- 2005年
  - 5月、I-lulu結成。バンド名はラテン語で「遠くまで」を意味している。
  - 12月14日にシングル『太陽のカサ』でデビュー。プロデューサーはD・A・I。フジテレビ系列『奇跡体験!アンビリバボー』のエンディングテーマで話題になり、さらにフジテレビの音楽番組『69★TRIBE ロック族』では、初登場で6週連続着ソンランキング1位を獲得。
- 2006年
  - 4月26日、1stアルバム『ROPS』を発売。
  - 9月から11月まで都内11校の学園祭に出演。
  - 12月29日、渋谷O-Crestにて初のワンマン・ライヴ“Sunshine Of Your Love”を開催する。
- 2007年
  - 2月21日、2ndシングル『ガラスの瞳』を発売。
  - 6月から11月まで関東、名古屋で7校の学園祭に出演。6月の学園祭ではFUNKY MONKEY BABYSのオープニングアクトを務める。
  - 11月30日、渋谷O-Crestにて2回目のワンマン・ライヴ“I-lulu ワンマンライブ 2007”を開催、ほぼ完売。
- 2008年6月8日、渋谷O-Crestにて3回目のワンマン・ライヴ“I-lulu ワンマンライブ 2008　〜3度目の正直〜”が開催される。ミニアルバム『旅立ちのベル』を発売。
- 2009年
  - 8月、ユニット名を“KATA-KANA”に改名。
  - 10月9日、渋谷DeseoにてKATA-KANA初のワンマン・ライヴ“Trust you,trust me!!”を開催。ミニアルバム『Trust me』を発売。
  - 12月、沖縄を拠点に活動を開始。
- 2010年
  - 7月17日、インディーズミュージックコンテストにて優勝（曲:サンタンカ）。
  - 11月13日、沖縄の北谷ライブハウスモッズにて初のワンマン・ライヴを開催。
  - 12月18日、東京にてKATA-KANA企画ライヴ“まだ故郷へは帰れない！Vol.3”を開催。昼の部はKATA-KANA初のファン感謝祭を実施。夜の部では3マンライブを実施。
- 2011年
  - 2月、沖縄での活動を終了。
  - 2月19日発売の麻生夏子の6thシングル『ダイヤモンドスター☆』のCW曲の楽曲提供を片山が担当。後に、2ndアルバムにも収録。片山の作曲家デビューとなった。
  - 3月、東京での活動を開始。
  - 4月、2ndミニアルバム「ウタタネ」を発売。
  - 5月、Victorより発売の邦楽カバーアルバム『リスペクト! J-POP』にカナがゲストボーカルとして参加。
  - 7月、沖縄本島にて音楽イベントにゲスト出演。同月に、王子ハイビスカスにてワンマンライブを開催。完売となる。
  - 10月より関東と名古屋で6本の学園祭に出演。
- 2012年
  - 2月、代官山NOMADにて3カ月連続ワンマンライブVegaを開催。満員。
  - 3月、Ritaの活動10周年記念アルバム『MemoRia』の収録曲『ミニシアター』を片山が作詞・作曲で提供。レコーディングでエレクトリック・ギター/アコースティック・ギターも担当。恵比寿switchにて3カ月連続ワンマンライブDenebを開催。満員。
  - 4月、スフィア寿美菜子の4thシングル『ココロスカイ』CW曲の歌詞を義美が提供。オリコンデイリーチャート10位。スフィア横浜アリーナ公演などで披露される。渋谷DESEOにて3カ月連続ワンマンライブAltairを開催。満員。
  - 11月13日、渋谷O-WESTにてワンマンライブ。
- 2013年
  - 1月17日、活動休止を発表。
  - 11月30日よりKATA-KANA tour 2013を皮切りに活動を再開。
- 2015年
  - 後半、『結成10年なので来年はCDを作ります』宣言。
  - 12月26/27日、王子ハイビスカスにてKATA-KANA結成10周年ライブ2days『2005年～2015年→2016年』】を開催。
- 2016年
  - 年初めよりCD制作を開始。
  - 3月17日、恵比寿club aimにてKATA-KANA Oneman Live2016 ~カタヤマヨシミ誕生祭~を開催。
  - 4月27日、恵比寿club aimにてKATA-KANA Oneman Live2016 ~ミズシマカナ誕生祭~を開催。
  - 4月、4th ALBUM（1st FULL ALBUM）『ALL is WELL』を発売。
  - 12月14日、恵比寿club aimにてKATA-KANA結成11周年記念ワンマンライブ【2005年～2016年→2017年】を開催。
- 2023年1月1日、ヨシミがKiroroの金城綾乃と結婚したことを発表[1]。

## ディスコグラフィー

### I-lulu

#### シングル
1. 太陽のカサ（2005年12月4日）
フジテレビ系『奇跡体験!アンビリバボー』エンディングテーマ
2. ガラスの瞳（2007年2月21日）
トルネード・フィルム配給映画『口裂け女』主題歌

#### アルバム
1. ROPS（2006年4月26日）
2. 旅立ちのベル（2008年6月8日）

#### カバー曲
トリビュート・アルバムに収録されたカバー曲
- Tomorrow（2006年10月25日、『Tribute To Avril Lavigne -Master's Collection-』収録）
- Just（2006年11月22日、『Radiohead Tribute -Master's Collection-』収録）
- IF IT MAKES YOU HAPPY（2006年10月25日、『Tribute to Sheryl Crow』収録）
- MY FATHER S EYES（2007年1月24日、『Tribute to Eric Clapton』収録）
- MODERN LOVE（2007年3月21日、『Tribute to David Bowie』収録）
- HIGH FIDELITY（2007年4月25日、『Tribute to Elvis Costello』収録）

### KATA-KANA

#### アルバム
1. Trust me（2009年10月9日）　※mini album
01.Trust
02.最後のキス
03.カンヒザクラ
04.ピストル
05.ふたりで
2. ウタタネ（2011年4月29日）　※mini album
01.sunday will be a sunnyday
02.cry
03.スーパーマン
04.サンタンカ
05.ウタタネ
3. トライアングル（2012年11月13日）　※mini album
01.アイスクリームファンタジー
02.ウイルス
03.四枚の手紙
4. ALL is WELL（2016年4月27日）　※full album
01.Life is surprise
02.南の星に願いを込め
03.23時のララバイ
04.Do!
05.WEEKEND
06.サンタンカ
07.Mother
08.ウタタネ
09.Restart

### 未発表曲
ライブイベントでのみ披露された曲。
- あなたにも
- ひとりじゃない
- クリスマスソング
- 大丈夫だよ。
- Sunshine of Your Love（ドラマ『半分の月がのぼる空』エンディングテーマ）
- スーパーマン
- やどかり